# Front démocratique national (Yémen)
Pour les articles homonymes, voir Front démocratique national.

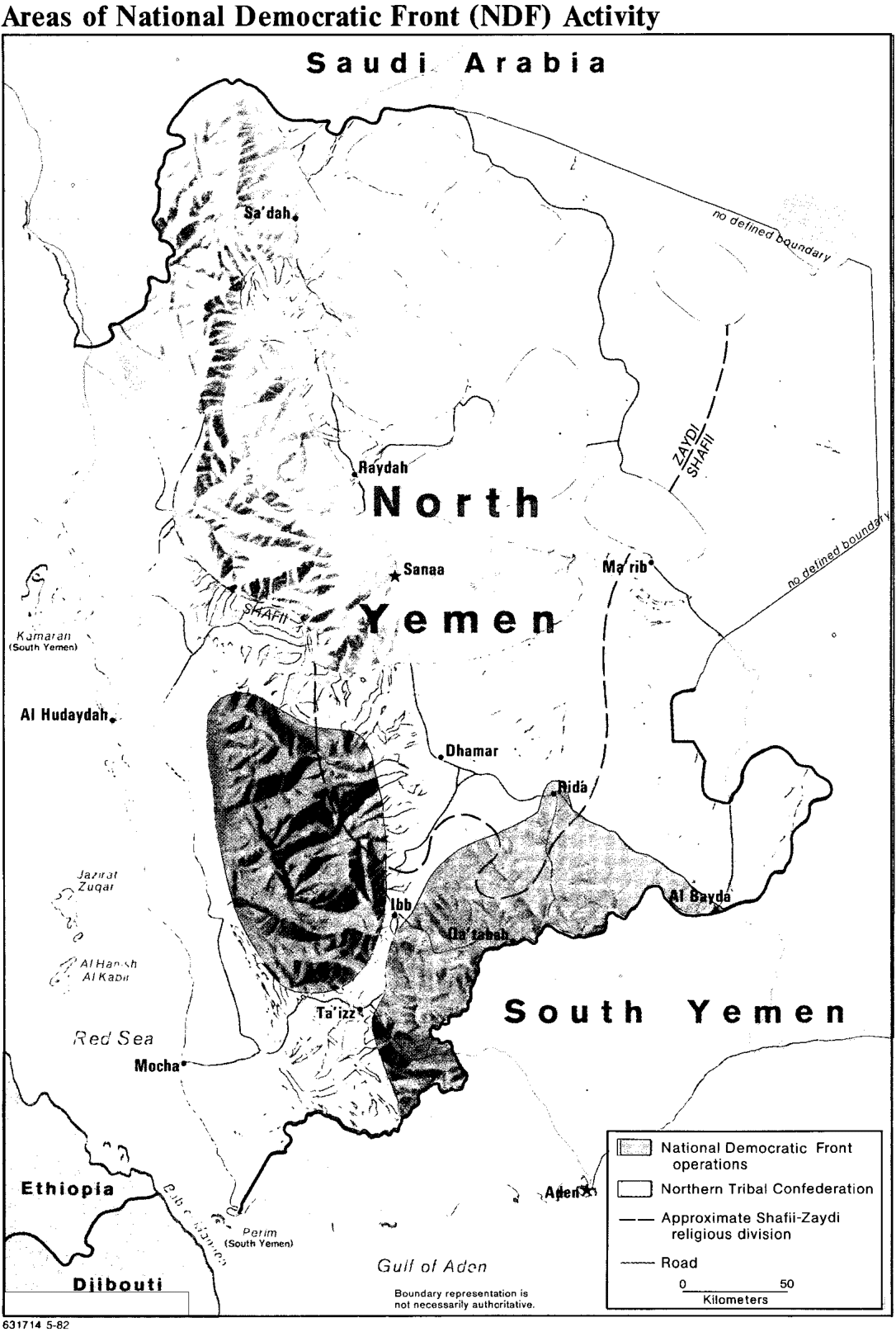
Zones d'opération du FDN en 1979.

Le Front démocratique national (FDN) a été fondé le 2 février 1976 à Sanaa comme un regroupement de divers mouvements d’opposition du Yémen du Nord. Les cinq organisations fondatrices de FDN étaient le Parti démocratique révolutionnaire du Yémen (en), l’Organisation des résistants révolutionnaires yéménites (en), le Parti travailliste, l’avant-garde populaire et l’Union démocratique du peuple.
Le 5 mars 1979, les cinq partis fondateurs du FDN ont fusionné pour former le Parti de l’unité populaire yéménite. Le FDN a cependant continué d’exister en tant que structure distincte. Il a été rejoint par le Parti Baas de Qassem Salaam (ar), et le Groupement Septembriste. En 1978, le Parti Baas a quitté le front et, en 1979, le Front des forces populaires du 13 juin l’a rejoint.
Il déclenche une rébellion armée entre 1978 et 1982 où il est vaincu par l'armée du Yémen du Nord.